# آلبرت (نام خانوادگی)
آلبرت (Albert) یک نام خانوادگی است که ممکن است به یکی از موارد زیر اشاره داشته باشد:
- کارل البرت
- ادی آلبرت
- ادوارد آلبر
- یوجین دالبرت
- فلوریان آلبرت
- هانس آلبرت
- جودی آلبر
- فیلیپه آلبرت